# Cordenons

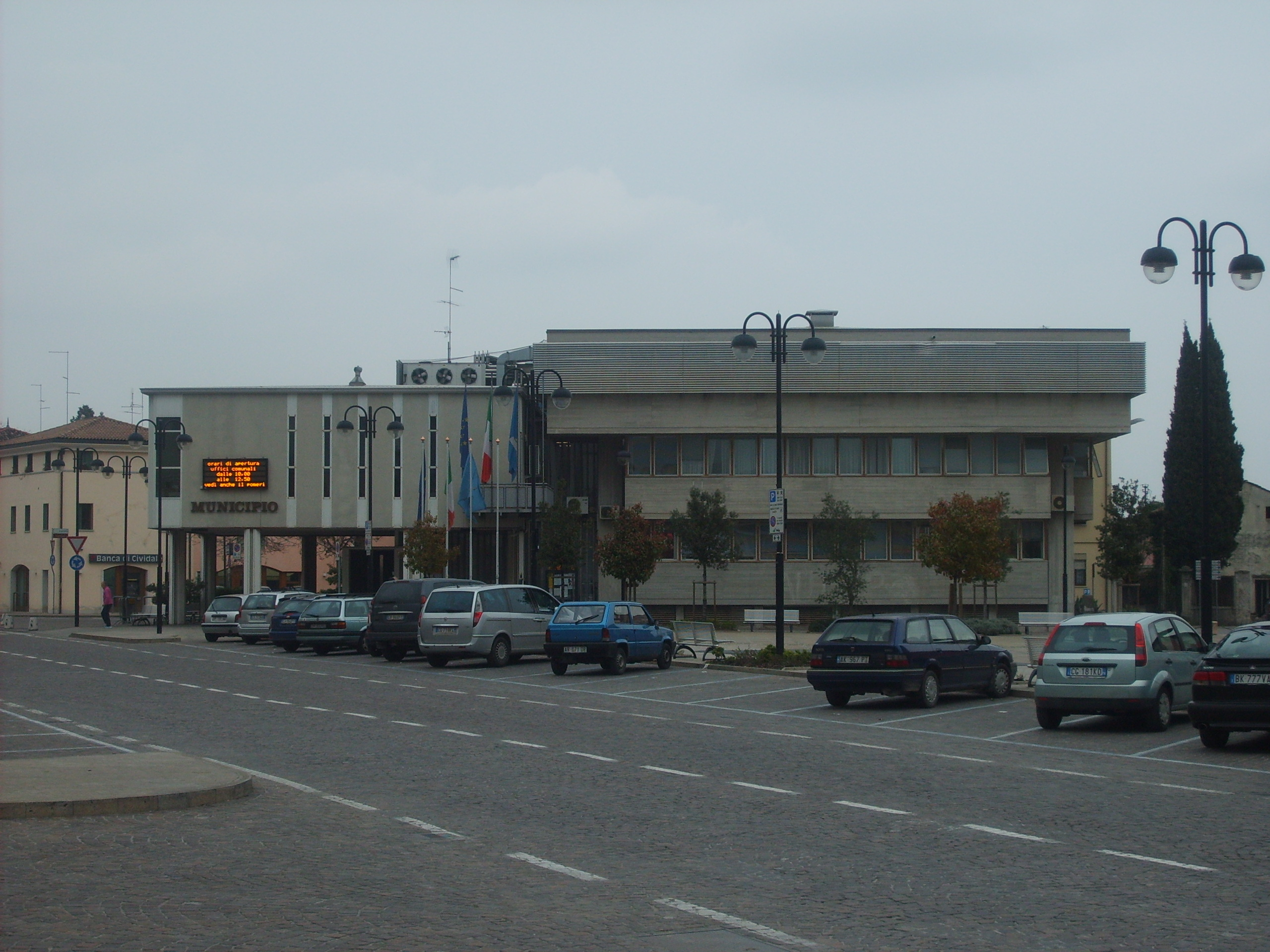
Rathaus

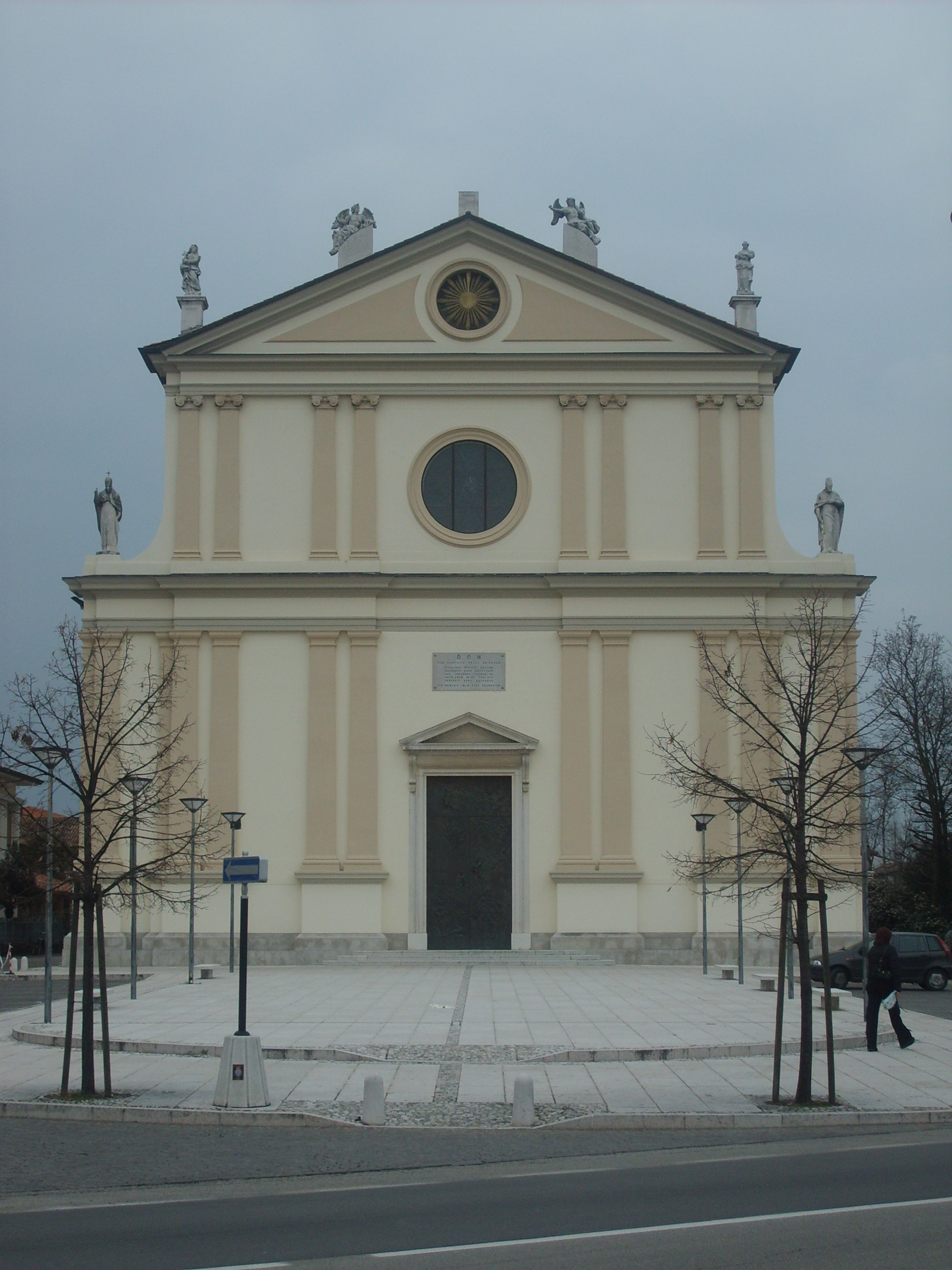
Kirche Santa Maria Maggiore

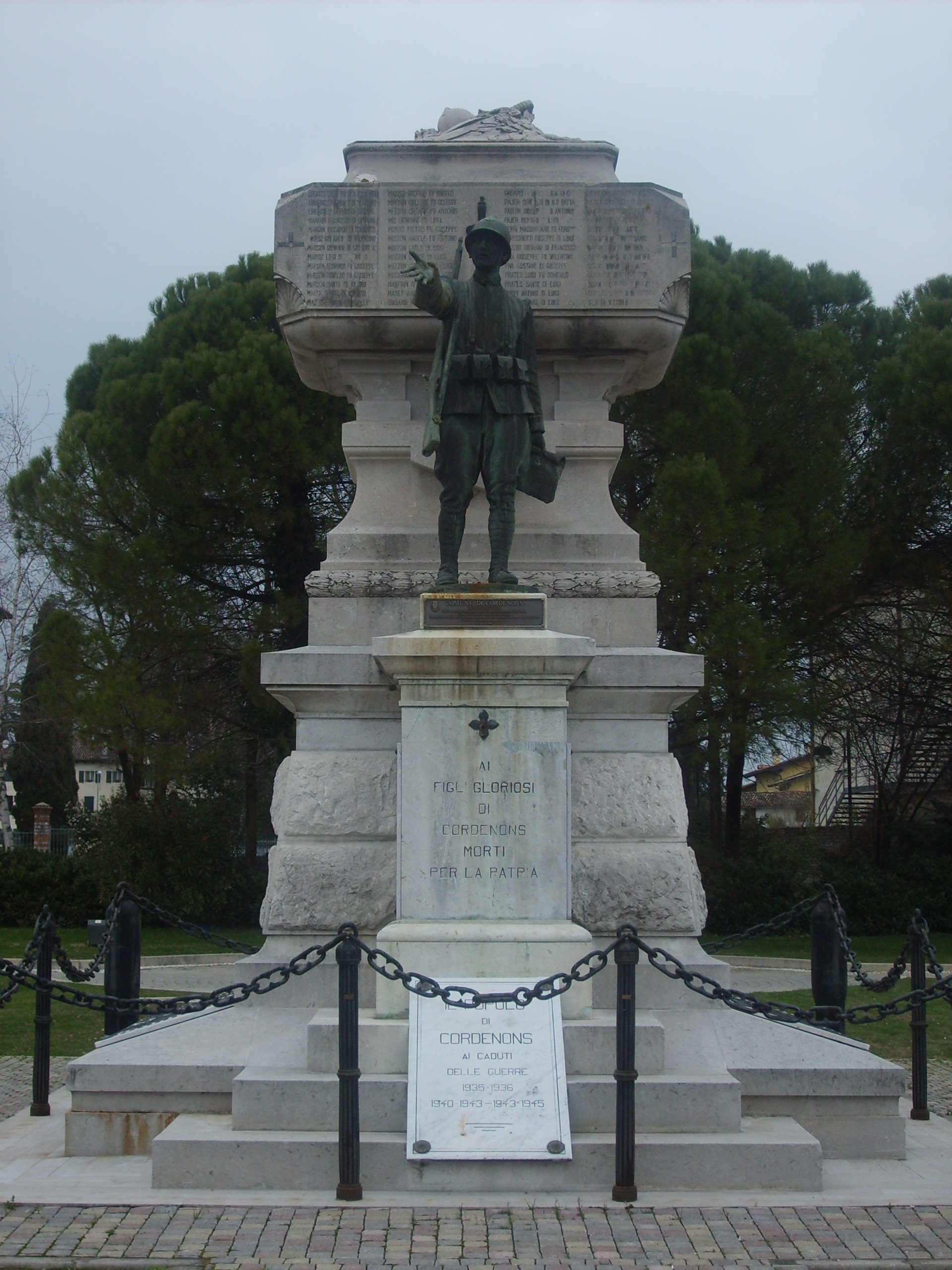
Denkmal

Die Gemeinde Cordenons liegt in Nordost-Italien in der Region Friaul-Julisch Venetien. Sie liegt nördlich von Pordenone und hat 17.818 Einwohner (Stand 31. Dezember 2023). Durch Bevölkerungszunahme verwächst die Stadt Pordenone langsam mit Cordenons.
Die Gemeinde umfasst neben dem Hauptort Cordenons sechs weitere Ortschaften und Weiler: Nogaredo, Pasch, Tramit, Sclavons, Piazza und Villa d’Arco. Die Nachbargemeinden sind Pordenone, San Giorgio della Richinvelda, San Quirino, Vivaro und  Zoppola.

## Töchter und Söhne der Gemeinde
- Maurizio Bidinost (* 1959), Radrennfahrer
- Nelson Debenedet (* 1947), Eishockeyspieler